# 최치원
최치원(崔致遠, 857년 ~ 908년 이후? )은 신라 말기의 문신, 유학자, 문장가이다. 본관은 경주(慶州)이고 자는 고운(孤雲), 해운(海雲), 해부(海夫)이며, 시호는 문창(文昌)이다. 868년 당나라로 건너가 과거에 급제한 후 당나라의 관료로 생활하였다. 신라 말 삼최(三崔) 중 한 사람으로, 문묘에 종사된 해동 18현 중의 한 사람이다. 그의 아들은 신라의 경순왕과 함께 고려에 귀의한 최은함이며 손자는 고려시대 최고의 문장가이며 고려 제6대 왕인 성종(982년)때에 시무28조를 올린  최승로이다.

## 이력
6두품 출신으로서 12세의 나이로 당에 유학하여 6년 만에 당의 빈공과에 장원으로 급제하였으며, 황소의 난이 일어나자 절도사 고병의 막하에서 《토황소격문(討黃巢檄文)》을 지어 당 전역에 문장으로 이름을 떨쳤고, 승무랑 시어사(承務郞侍御史)로서 희종 황제로부터 자금어대(紫金魚袋)를 하사받았다. 귀국하여 헌강왕으로부터 중용되어 왕실이 후원한 불교 사찰 및 선종 승려의 비문을 짓고 외교 문서의 작성도 맡았으며, 시무 10여 조를 올려 아찬(阿飡) 관등을 받았다. 그러나 진골 귀족들이 득세하며 지방에서 도적들이 발호하는 현실 앞에서 자신의 이상을 채 펼쳐보지도 못한 채 관직을 버리고 은거하여 행방불명되었다. 삼국사기에서는 가야산의 해인사로 들어갔다고 하고, 민담에서는 지리산으로 들어갔다고도 한다. 908년까지 생존해 있었음은 확실하지만 언제 어떻게 죽었는지는 알 수 없다.
귀국 직후 당에서 쓴 글을 모아 헌강왕에게 바쳤던 《계원필경(桂苑筆耕)》은 한국에서 가장 오래된 개인 문집으로 꼽히며, 《삼국사기》에 실려 있는 《난랑비서(鸞郎碑序)》는 신라 화랑도의 사상적 기반을 말해주는 자료로서 주목받는다.
경주 최씨의 시조로 모셔지고 있다.

### 생애
소벌도리(蘇伐都利)의 후손으로, 아버지는 견일(肩逸)이며 금성(현, 경주시) 사량부에서 태어났다. 《삼국사기》에서 당으로 유학을 떠났던 경문왕 8년(868년) 당시의 12세라는 나이로 역산해 보면 최치원의 탄생은 헌안왕 1년(857년)의 일이다. 최치원의 아버지는 최치원 자신이 찬한 《초월산 대숭복사비명》 병서에서 견일(肩逸)이왕경(王京)의 사량부, 《삼국유사》는 본피부로 기록하고 있는데, 《경상도지리지》·《동국여지승람》를 비롯한 대부분의 기록들이 《삼국사기》를 따라 사량부로 기록하고 있다. 이와는 별개로 1834년에 발간된 《교인 계원필경》의 서문을 쓴 서유구는 최치원을 호남 옥구 사람이라고 기록하거나, 고군산 사람이라고 한 기록도 존재한다. 고군산에는 현재 최치원의 유적지로 여겨지는 곳이 남아 있으며, 이능화(李能和)의 《조선무속고》에 따르면, 최치원의 신사가 고군산에 있었다고 한다.
최치원의 탄생 일화 중 금돼지 자식이라는 일화가 있다. 최치원의 어머니는 금돼지에게 납치되어 잉태했고 자살 시도를 몇 번 하였으나 최견일의 만류로 결국 최치원을 낳게 된다. 헌안왕은 당시 두 딸이 있었는데 딸들이 여왕이 되는 것을 탐탁치 않아했다. 왜냐하면 많은 왕자들이 왕위 다툼으로 죽어나갔기 때문이다. 헌안왕은 857년 최치원을 낳고 4년 뒤에 병세로 861년 죽었다. 최치원은 신라왕족이나 훌륭한 부모의 역할을 했던 최견일의 아들이다. 

### 유학
최치원의 유학이 국비로 이루어진 것인지 사비로 이루어진 것인지에 대해서는 확실하지 않다. 《삼국사기》 최치원전에는 "나이 열두 살에 바다를 따라 배로 당에 들어가서 학문을 익혔다" 라고 한 것이나, 《택리지》 전라도 영암군조에는 "최치원과 김가기(金可紀), 최승우(崔承祐)는 상선을 따라 당으로 들어가 당의 제과에 급제했다."고 한 기록은 최치원이 신라의 다른 숙위학생들과는 달리 사신을 따라간 것이 아니라 상선을 타고 당에 들어간 것으로 관비 유학생이 아닌 사비 유학생으로 봐야 한다는 주장의 근거가 되고 있으며 오늘날 이것은 한국 학계의 지배적인 견해가 되어 있다. 국비유학생으로 보는 근거는 최치원 자신의 업적이나 당에 있을 때의 활동, 귀국 뒤의 국가적인 대우나
최치원의 아버지 견일이 최치원에게 말한 '10년'이라는 기간 과, 최치원 자신이 지은 「헌시계」(《계원필경집》권17)에서 "아무(최치원)와 같이 같은 자는 외방(外方)에서 건너온 데다 재예(才藝)도 하품(下品)에 속합니다. 그래서 유궁(儒宮)에서 덕행을 사모하며…" 라고 한 내용이나 《성주사 낭혜화상비》에서 진성여왕이 최치원에게, "돌아보건대 문고(文考, 경문왕)께서 (최치원을) 국자로 뽑아 과거를 응시하게 하셨으며 강왕께서는 국사로서 예우하셨다" 라고 한 데서 생각할 때 국비 유학생임을 유추할 수 있다.
《삼국사기》에는 경문왕 8년(868년) 당으로 유학을 떠나는 최치원에게 “10년을 공부하여 과거에 급제하지 못하면 내 아들이라고 말하지 마라. 나도 아들을 두었다고 말하지 않을 것이다. 가서 부지런히 공부에 힘써라.”고 말했으며, 최치원 자신도 아버지의 말을 받들어 ‘다른 사람이 백을 하면 나는 천을 한다는(人百己千)’ 심정으로 학문에 정진했다고 밝히고 있다.
당나라에 유학한 지 7년 만인 경문왕 14년(874년), 최치원은 당나라의 예부시랑 배찬이 주관한 빈공과(賓貢科)에 장원으로 급제하였다. 급제한 뒤 2년 동안 별다른 직책 없이 동도(東都)를 유랑하며 시를 지었는데, 이때 지은 시가 부 5수에 시 100수, 잡시부 30수로 모두 3편을 이루었다고 한다. 당 희종 건부 3년(876년)에 이후 선주(宣州) 표수현위(漂水縣尉)가 되었다(「초투헌태위계」). 훗날 최치원은 자신이 현위 시절 지은 시와 부를 모아 《중산복궤집》을 지었으며 이는 《계원필경》과 함께 헌강왕에게 헌상되었다.
그러나 율수현위가 된 이듬해 겨울에 최치원은 율수현위를 사직하고, 박학굉사과에 응시하고자 중난산(終南山)에 들어간다. 하지만 일정한 수입도 없이 생활이 궁핍해지고 학업마저 어려운 상태에서 당에서는 황소의 난이 일어나는 등의 어려움이 닥쳤다. 생활이 궁핍해진 상태에서 최치원은 희종 광명 원년(880년)) 5월 절도사 고병(高騈)의 추천으로 그의 막하에 관역순관으로 들어가게 된다.

### 고병의 막하 활동 및 토황소격문
광명 2년(881년) 황소가 군사를 일으킨 황소의 난이 발생하자, 고병은 황소의 난을 진압하기 위한 제도행영병마도통에 임명되고, 고병의 천거로 최치원은 도통순관에 임명되어 병마도통 고병의 종사관이 되어 출정하였다. 7월 8일에 그는 반란군의 지도자 황소를 꾸짖는 격문, 이른바 《토황소격문》(討黃巢檄文)을 지었다. 《삼국사기》는 이때 최치원의 격문에서 "천하의 모든 사람이 너를 죽이려 의논할 뿐 아니라, 땅속의 귀신들까지 너를 죽이려고 의논하였다(不惟天下之人 皆思顯戮, 仰亦地中之鬼 已議陰誅)"는 대목에서 황소가 놀라 그만 앉아있던 의자에서 넘어졌다고 적고 있다. 이 격문으로 최치원의 문명(文名)은 당 전역에 퍼졌으며, 최치원은 고병의 도통순관으로서서 승무랑(承務郞) 시어사(侍御史) 내공봉(內供奉)에 올라 자금어대(紫金魚袋)를 하사받았다.
고병은 희종 중화 2년(882년) 정월에 출병할 의욕이 없다는 이유로 제도행영병마도통직에서 파해졌지만, 이후로도 최치원은 고병 개인의 종사관으로서 그럭저럭 생활을 해나갈 수 있었다. 《계원필경》은 바로 이때 최치원이 지은 글과 여러 공문서를 모은 것이다.

### 신라 귀국
헌강왕 10년(884년) 음력 10월 신라 사신으로서 회남에 왔던 김인규와 고국 소식을 전해 온 사촌동생 서원과 함께 귀국길에 올랐는데, 회남을 출발한 신라의 배는 풍랑으로 유산에서 바람이 멎기를 기다렸고, 곧 겨울이 되어 곡포에서 겨울을 보내고, 이듬해 헌강왕 11년(885년)에야 신라에 도착한다.
신라에서 그는 당에 보내는 국서를 작성하거나 왕실 사찰의 비문과 기, 찬, 발원문 등 국가에서 필요로 하는 여러 문장을 지었다. 당의 사신 자격으로 귀국한 최치원은 시독(侍讀) 겸 한림학사(翰林學士), 수병부시랑(守兵部侍郞) 지서서감사(知瑞書監事)가 되었으며, 《초월산대숭복사비》의 글을 지었다. 그리고 이듬해 정월 자신이 당에서 저작한 《사금체시》 5수(1권), 《오언칠언 금체시》 100수(1권), 《잡시부》 30수(1권), 《중산복궤집》 1부(5권), 《계원필경집》 1부(20권) 등 28권의 문집을 추려 헌강왕에게 제출하였다.
그러나 7월에 헌강왕이 사망하고 정강왕이 즉위하였다. 이후 최치원은 진골 귀족들에게 밀려 외직(外職)인 태산군(太山郡)의 태수(太守)로 나가게 된다. 정강왕 2년(887년) 11월에 지은 《왕비 김씨 위선고급망형추복 시곡원문》에서 자신을 부성태수라고 하고 있어, 이듬해에 태산군에서 다시 부성군으로 부임지가 옮겨진 것을 알 수 있다. 정강왕 사후 진성여왕 원년(887년)과 4년(890년), 7년(893년)에 각각 《쌍계사진감선사대공탑비》, 《성주사낭혜화상백월보광탑비》, 《봉암사지증대사적조탑비》 등을 각각 지었다. 진성여왕 7년(893년) 납정절사로 임명되어 당나라로 파견되었던 병부시랑 김처회가 그만 바다에서 풍랑을 만나 익사하자, 조정은 다시 혜성군태수 김준을 고주사로 삼고 부성군태수로 있던 최치원을 하정사로서 당에 보냈지만, 당시 흉년이 들고 도처에 도적들이 들끓어 길이 막히는 바람에 갈 수 없었다.
진성여왕 8년(894년) 시무(時務) 10여 조(條)를 상소해서 아찬이 되었다. 시무 10여 조를 올린 시기에 최치원은 천령군 (함양) 태수로 나가 있었는데, 《동국여지승람》에 기록된 바 해인사의 승려 희랑에게 시를 지어주었다고 한 것은 이 무렵의 일로 여겨진다. 《동국여지승람》에는 최치원의 관직을 “방로태감 천령군태수 알찬”으로 기록하고 있는데, 현존하는 문집에 남아 전하는 증희랑화상시 6수 중에는 이러한 문구가 보이지 않지만, 천령군 즉 함양에는 최치원이 태수로 재직하던 당시 올라가 노닐었다는 학사루가 있고, 최치원이 홍수 피해를 막기 위해 조성했다는 함양 상림도 존재하고 있다.

### 만년
진성여왕에게 시무 10여 조를 올리고 이어 아찬(阿飡)에 임명되었다. 그러나 귀족들의 거센 반발로 인하여 그 후 관직을 내놓고 난세(亂世)를 비관, 산림과 각지를 유랑하다가 경주 남산, 강주(현, 영주시)의 빙산, 합천 청량사, 지리산 쌍계사, 합포현의 별서 등에서 은거하다가 마지막에 가족을 데리고 가야산 해인사로 들어가 은거하였다. 가야산 해인사에서 여생을 마쳤다.
그의 작품으로는 난랑비서문이 있어 신라의 화랑도에 대한 설명이 담겨 있으며, 계원필경과 동문선 등에 그의 시문이 일부 전하며, 금석총람에도 비문이 전한다.

### 사후
고려 현종 때 내사령에 추증되고 현종 14년에 문창후(文昌侯)라는 시호가 추증되었으며, 문묘에 종사되었다. 경주의 서악서원, 태인 무성서원, 영평 고운영당, 함양 백연서원 등에 제향되었다.

## 기타
일부 재야사학자들은 천부경을 전하는데 최치원이 관여했다고 주장하고 있다.
부산 동백섬 일대의 경관에 반한 최치원은 자신의 호 '해운'을 따서 그 지역 지명을 해운대라고 붙였다고 한다. 최치원이 직접 새겼다는 '海雲臺' 석각도 동백섬 절벽 한 켠에 남아있다. 이러한 이유로 최치원의 동상과 시비가 동백섬 언덕에 생겼으며, 해운대구와 최치원이 벼슬을 하며 토황소격문을 지었던 양저우시구는 자매결연을 맺었다.

## 작품
- 《촉규화》

## 저서
- 《금체시》
- 《계원필경》
- 《상대사시중장(上大師侍中狀)》
- 《잡시부》
- 《중산복궤집》
- 《오언칠언금체시》
- 《제왕연대력(帝王年代曆)》
- 《부석존자존》
- 《법장화상전》
- 《석이성전》
- 《쌍녀분전기》
- 《수이전》

### 작품
- 난랑비서문

## 최치원의 업적
- 《최고운전》(소설)
- 《태조 왕건》(KBS, 2000년~2002년, 배우:김성수)

## 관련 문화재
- 하동 운암영당 최치원 초상 - 경상남도 유형문화재 제187호

## 같이 보기
- 고운국제교류사업회
- 생육신
- 금오신화
- 부도지
- 천부경
- 최부
  - 표해록 (최부)

## 참고 문헌
- 《최치원 신연구》, 당인핑 저/마중가 역/김복순 감수, 한림대학교 출판부, 2004년
- 한국의 문화인물[깨진 링크(과거 내용 찾기)]
- 네이버 캐스트 - 최치원